# Cantone di Bourbon-l'Archambault
Il Cantone di Bourbon-l'Archambault è una divisione amministrativa dell'arrondissement di Moulins.
A seguito della riforma approvata con decreto del 27 febbraio 2014, che ha avuto attuazione dopo le elezioni dipartimentali del 2015, è passato da 8 a 29 comuni.

## Composizione
Gli 8 comuni facenti parte prima della riforma del 2014 erano:
- Bourbon-l'Archambault
- Buxières-les-Mines
- Franchesse
- Saint-Aubin-le-Monial
- Saint-Hilaire
- Saint-Plaisir
- Vieure
- Ygrande

Dal 2015 i comuni appartenenti al cantone sono i seguenti 29:
- Ainay-le-Château
- Bourbon-l'Archambault
- Braize
- Buxières-les-Mines
- Cérilly
- Château-sur-Allier
- Couleuvre
- Couzon
- Franchesse
- Isle-et-Bardais
- Lételon
- Limoise
- Lurcy-Lévis
- Meaulne
- Neure
- Pouzy-Mésangy
- Saint-Aubin-le-Monial
- Saint-Bonnet-Tronçais
- Saint-Hilaire
- Saint-Léopardin-d'Augy
- Saint-Plaisir
- Theneuille
- Urçay
- Valigny
- Le Veurdre
- Vieure
- Le Vilhain
- Vitray
- Ygrande